# Causa formalis
La causa formalis (in greco: εἶδος, trasl. eîdos, "idea") è un termine usato da Aristotele per descrivere una causa interna. Consiste nella forma (idea greca o eidos), nella struttura o nel modello che si trova negli esseri. Ad esempio, è il disegno di una statua di bronzo che conferisce al manufatto la sua forma finale.
Secondo Aristotele, le altre cause sono tre:
- causa materialis (causa materiale);
- causa efficiens (causa efficiente);
- causa finalis (causa finale o scopo).

La filosofia Scolastica identificò spesso la causa formalis con la causa exemplaris (la causa esemplare), che era in gran parte identica all'idea platonica.
La distinzione tra causa materialis e causa formalis è relativa: lo stesso ente può essere causa materiale di un altro ente e causa formale di un terzo. Ad esempio, il bronzo è composto da una sostanza e da una particolare forma bronzea, proprio come la statua di bronzo può fungere da materia nella fabbricazione di gioielli.